# 史蒂芬·史提爾斯
史蒂芬·亞瑟·史提爾斯（英語：Stephen Arthur Stills，1945年1月3日—）是一名美國歌手、作曲人和多樂器演奏家，知名於作為水牛春田合唱團和克羅斯比、史提爾斯、納許與尼爾·楊的成員。
他在水牛春田合唱團開始自己的職業生涯之後，他創作了該樂團為數不多的幾首熱門歌曲〈For What It's Worth〉，它成為了1960年代最知名的歌曲之一。他為樂團貢獻的其他著名歌曲包括〈Sit Down, I Think I Love You〉、〈Bluebird〉和〈Rock & Roll Woman〉，史提爾斯的隊友里奇·弗瑞也表示他是「水牛春田的心臟和靈魂」。
水牛春田合唱團解散後，史提爾斯與大衛·克羅斯比和格雷厄姆·納許組成了克羅斯比、史提爾斯與納許（CSN）的三人組合。史提爾斯除了編寫組合的大部分歌曲外，在他們的首張專輯中擔任貝斯、吉他和鍵盤，而該專輯在銷量超過四百萬張的這一點上便已超過了三位成員以前所屬的樂團：飞鸟、水牛春田、以及赫里斯。
為了幾個月後在胡士托音樂節上的演出和第二張專輯《Déjà Vu》，前水牛春田成員尼爾·楊加入了CSN。史提爾斯在該專輯的同名曲目中擔任貝斯、吉他和鍵盤，以及歌曲〈Helpless〉中擔任電吉他。這張專輯取得了巨大的成功，銷量超過800萬張。在這之後CSNY的四位成員都發布了個人專輯，全數進入前20名。
史提爾斯的第一張個人專輯《Stephen Stills》獲得了黃金認證，是唯一一張吉米·亨德里克斯和埃里克·克莱普顿同時客串的專輯，而其中的〈Love the One You're With〉成為他最熱門的單曲，在Billboard Hot 100上達到第14位。在這之後持續發布個人專輯，隨後在1972年與前飞鸟成員克里斯·希爾曼組成Manassas。1974年夏天，楊在為期四年的音樂會巡迴演唱會結束後與CSN重聚，而他們的重聚演唱會被錄製並於2014年發行，即《CSNY 1974》。這是組合第一次在體育場巡演，也是迄今為止最大規模的巡演。CSN於1977年的第三張專輯《CSN》重組，此專輯成為三人組最暢銷專輯。到了1980年代，CSN和CSNY繼續獲得有白金唱片認證。迄今為止，史提爾斯的獨唱生涯和樂團合計銷售了超過3500萬張專輯。
在2003年版的滾石雜誌一百大吉他手榜單中，史提爾斯排行第28名，而在2011年版中排行第47名。因為史提爾斯在CSN和水牛春田的成就，使得他成為了第一位在同一晚（1997年5月6日）入選搖滾名人堂兩次的音樂家。尼爾·楊表示：「史提爾斯是個天才」。

## 外部鏈結
- 官方網站（页面存档备份，存于）
- CSN的官方網站（页面存档备份，存于）
- CSNY的官方網站（页面存档备份，存于）
- 史蒂芬·史提爾斯的5分鐘採訪片段
- The Rides